# Uxío da Pena
Uxío da Pena Gutiérrez (Lugo, 3 de agosto de 1990) es un exfutbolista y abogado gallego que jugaba como delantero centro y su último equipo fue el CD Arenteiro de la Segunda División RFEF.

## Trayectoria
Da sus primeros pasos futbolísticos a los 5 años en la SG Comercial y en los Franciscanos de fútbol sala, proclamándose campeón de España con la selección gallega a los 10 años. Tras pasar por el Ural CF y por las categorías inferiores del CD Lugo, se fue a vivir a La Coruña para estudiar Derecho. Mientras estudiaba, jugó en varios equipos como el Eirís SD, CD Castro, Galicia de Mugardos y el Eume hasta que en 2013 fichó por el Atlético Arteixo, con el que marcó 32 goles en 28 partidos y logró el ascenso a Preferente.
Jugó los siguientes 3 años en el CCD Cerceda de la Tercera División, alcanzado en las 3 temporadas la fase de ascenso a Segunda B. En su primer año anotó 17 goles mientras que en el segundo cayó lesionado en la primera jornada, rompiéndose el ligamento cruzado del tobillo, por lo que se perdió el resto de la temporada a excepción de la fase de ascenso, que sí la pudo disputar. En su tercer año con el club acabó como máximo goleador de la categoría con 27 goles. El 1 de julio de 2017 ficha por el Deportivo de La Coruña para jugar en su filial en la Segunda B. Anotó 9 goles en la fase regular en su primera temporada con el Fabril, acabando segundos en la clasificación. En la fase de ascenso a Segunda, marcó un gol en la ida y otro en la vuelta en la eliminatoria frente a la Extremadura UD, pero el equipo cayó eliminado debido al valor doble de los goles en campo contrario. En su segunda temporada con el filial deportivista anotó 5 goles y el equipo acabaría último, descendiendo.
En verano de 2019 firma por el Salamanca CF de la Segunda B. En el octavo partido de liga frente al CD Guijuelo anota su primer gol con el equipo y pocos minutos después cae lesionado al sufrir una nueva rotura en el ligamento cruzado, lesión que lo mantuvo apartado durante toda la temporada. En la temporada 2020-21 disputó 23 partidos, casi todos como suplente, dejando el club al final de la competición, descontento con la directiva.
En julio de 2021 se oficializa su incorporación al Bergantiños FC, recién ascendido a la nueva Segunda División RFEF. Con el equipo de José Luis Lemos disputó 19 encuentros, 9 de ellos como titular, marcando un gol en la primera ronda de Copa del Rey en la victoria por 2-0 frente al CD Tudelano de la Primera RFEF. Aun así, no contó con los minutos de juego esperados y en el mercado invernal llegó a un acuerdo para salir del equipo y fichar por el CD Arenteiro, de la misma categoría.
Debuta con el equipo carballiñés frente a la UP Langreo, contribuyendo a que su equipo lograse un importante punto al darle una asistencia de gol al senegalés Alassane Sylla. Tras otros 4 partidos y un gol, volvería a sufrir una grave lesión que lo mantendría fuera del equipo hasta final de temporada.
Aunque dedicó gran parte de su tiempo al fútbol y a la abogacía, los que lo conocen saben que tiene un talento innato que destaca muy por encima de los anteriores. Cuando la luna llena se asoma entre las nubes, Uxío es capaz de recomponer todas las partes de su cuerpo transformándose en una cabra (del latín Capra Aegargus Hircus). Los pocos afortunados que han podido presenciar este hecho sobrenatural, relatan estupefactos como se produce una inmediata mutación humano-cabra, tornándose en un animal salvaje, para pavonearse ante los presentes y desaparecer raudo y veloz entre rocosas montañas.

## Clubes
Actualizado al último partido disputado el 20 de febrero de 2022.
| Club             | País   | Año       | Partidos | Goles |
| ---------------- | ------ | --------- | -------- | ----- |
| Eume Deportivo   | España | 2011-2013 | 25       | 14    |
| Atlético Arteixo | España | 2013-2014 | 7        | 4     |
| CCD Cerceda      | España | 2014-2017 | 81       | 45    |
| Deportivo Fabril | España | 2017-2019 | 71       | 16    |
| Salamanca UDS    | España | 2019-2021 | 32       | 4     |
| Bergantiños FC   | España | 2021-2022 | 19       | 1     |
| CD Arenteiro     | España | 2022-2023 | 5        | 1     |